# Asháninka

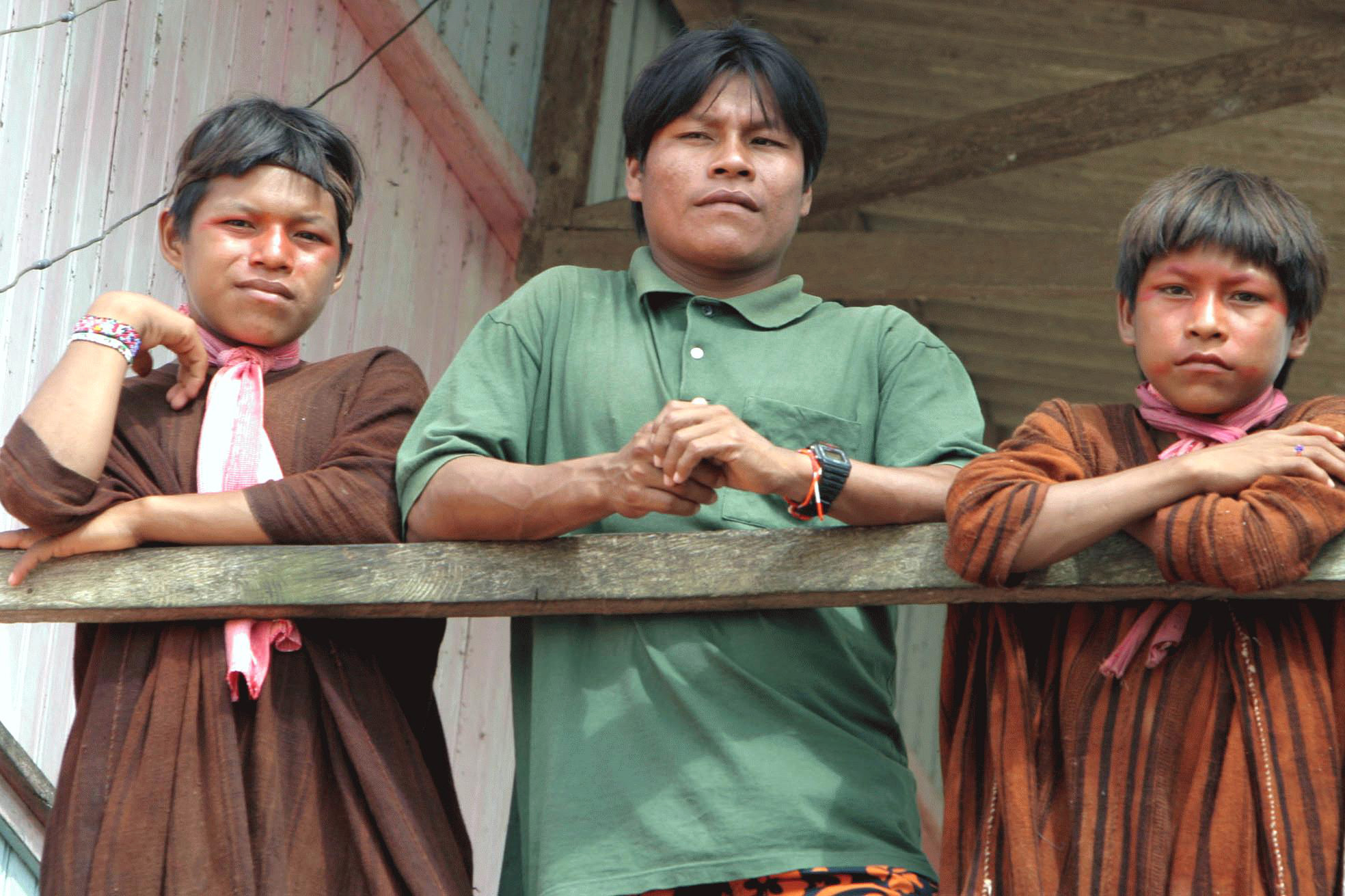
Asháninka bei Marechal Taumaturgo

Die Asháninka oder Asháninca (abschätzig auch: „Campa“ oder „Kampa“) sind ein indigenes Volk im östlichen Peru und westlichen Brasilien.
Der Name bezieht sich auf eine Volksgruppe, die im Tropenwald des westlichen Amazonasbecken im Einzugsbereich der Flüsse Apurímac, Ene, Perené, Tambo wohnt, am Ostrand der Westkordillere der Anden.

## Bevölkerung

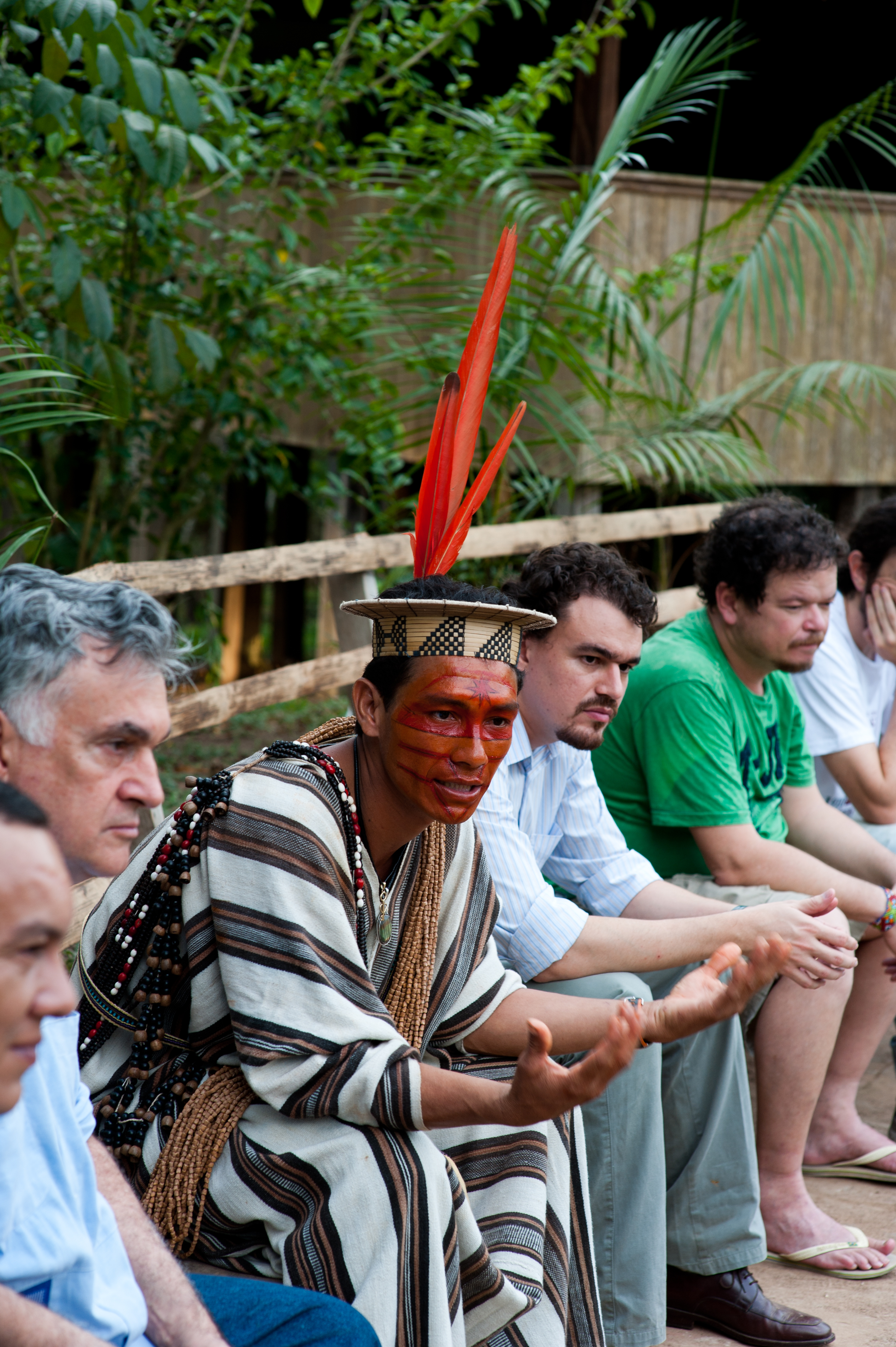
Asháninka-Anführer Benki Piyãko in Tracht und Bemalung

Die Asháninka (der Name bedeutet Brüder der Menschen) werden auf zwischen 25.000 und 65.000 Personen geschätzt. Nur wenige hundert davon leben auf der brasilianischen Seite. Auf der peruanischen Seite sind die Asháninka unter den rund 65 indigenen Volksgruppen der östlichen Regenwaldgebiete, zu denen insgesamt 300.000 Menschen gehören, die größte Gruppe.
Es leben etwa 900 Asháninka auf der brasilianischen Seite. Sie stammen ursprünglich aus Peru. Man nimmt an, dass sie am Ende des 19. Jahrhunderts während des Kautschukbooms in das heutige brasilianische Gebiet auswanderten. Grund dafür waren die peruanischen Kautschukbarone, vor denen sie flüchteten. Heute leben sie in Brasilien, im Bundesstaat Acre, in 5 verschiedenen Gebieten, die sich alle am Fluss Rio Juruá und seinen Nebenflüssen Breu, Amônia, Envira und Primavera befinden. Über die Hälfte der Asháninka lebt am Fluss Amônia.
Das Asháninka-Volk besteht aus sieben Untergruppen, die verstreut über 200 Siedlungen entlang der Dschungeltäler leben; die wichtigsten sind die Cutivireni, die Perené Asheninga, die Atsiri, die Nomatsiguenga, und die Caquinteo.

## Sprache
Die Asháninka-Sprache gehört zu den vorandinen Arawak-Sprachen. Es werden mehrere Dialekte wie Asheninka Pajonal, Asheninka Perené, Asheninka Pichis oder Acheninka Ucayali-Yurua unterschieden, wobei die Zugehörigen der verschiedenen Sprachengruppen jeweils auch die Dialekte der anderen Sprachen verstehen. Nahe verwandt ist die Sprache der Machiguenga.

## Lebensweise

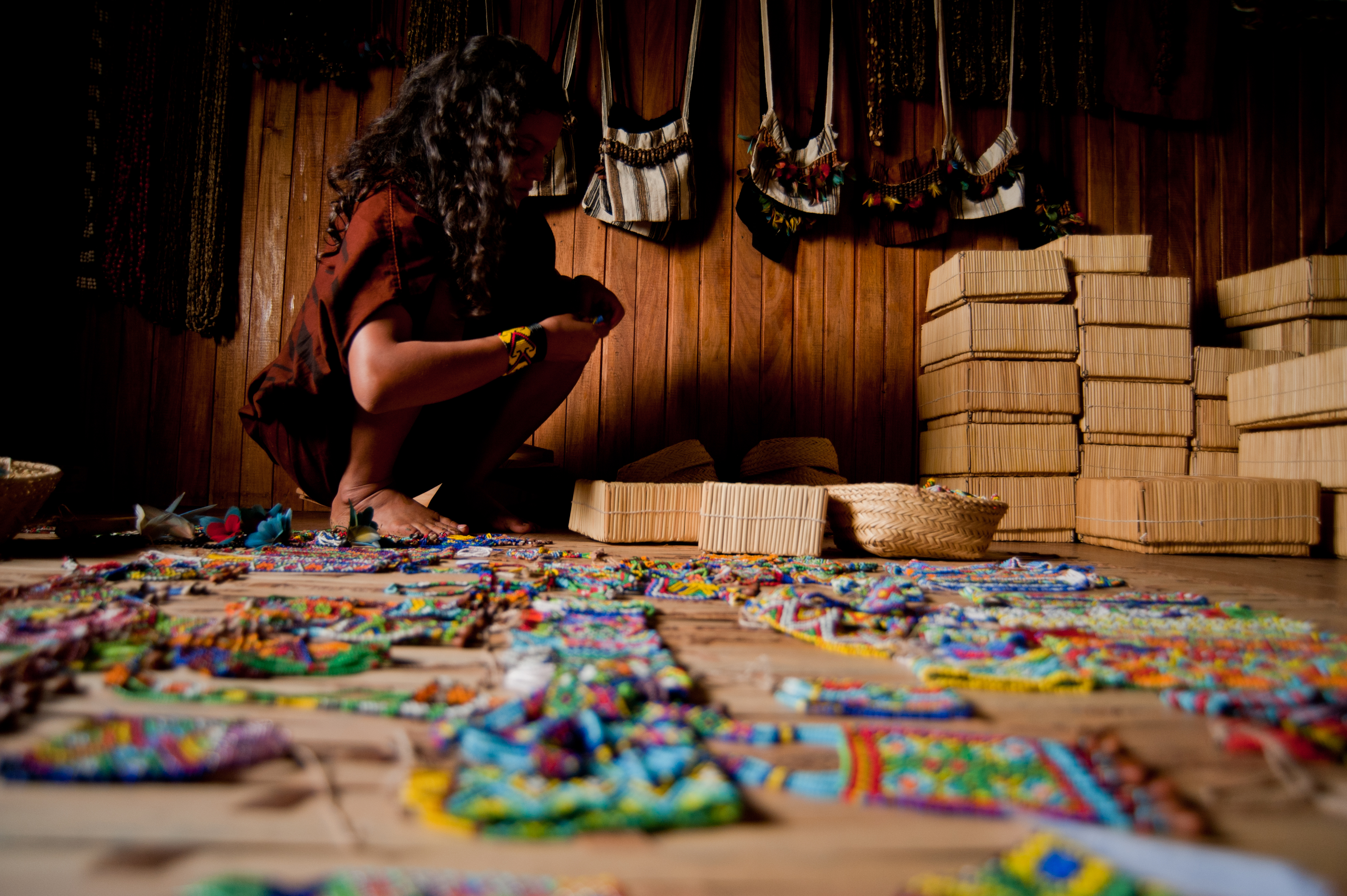
Kunsthandwerk der Asháninka

Die noch eingeschränkt traditionellen Asháninka leben von der Subsistenzwirtschaft. Sie betreiben Brandrodungsfeldbau, um im Regenwald in nachhaltiger Anbauweise Felder anzulegen und Yuca anzupflanzen, außerdem Süßkartoffeln, Mais, Bananen, Reis, Kaffee, Kakao und Zuckerrohr.

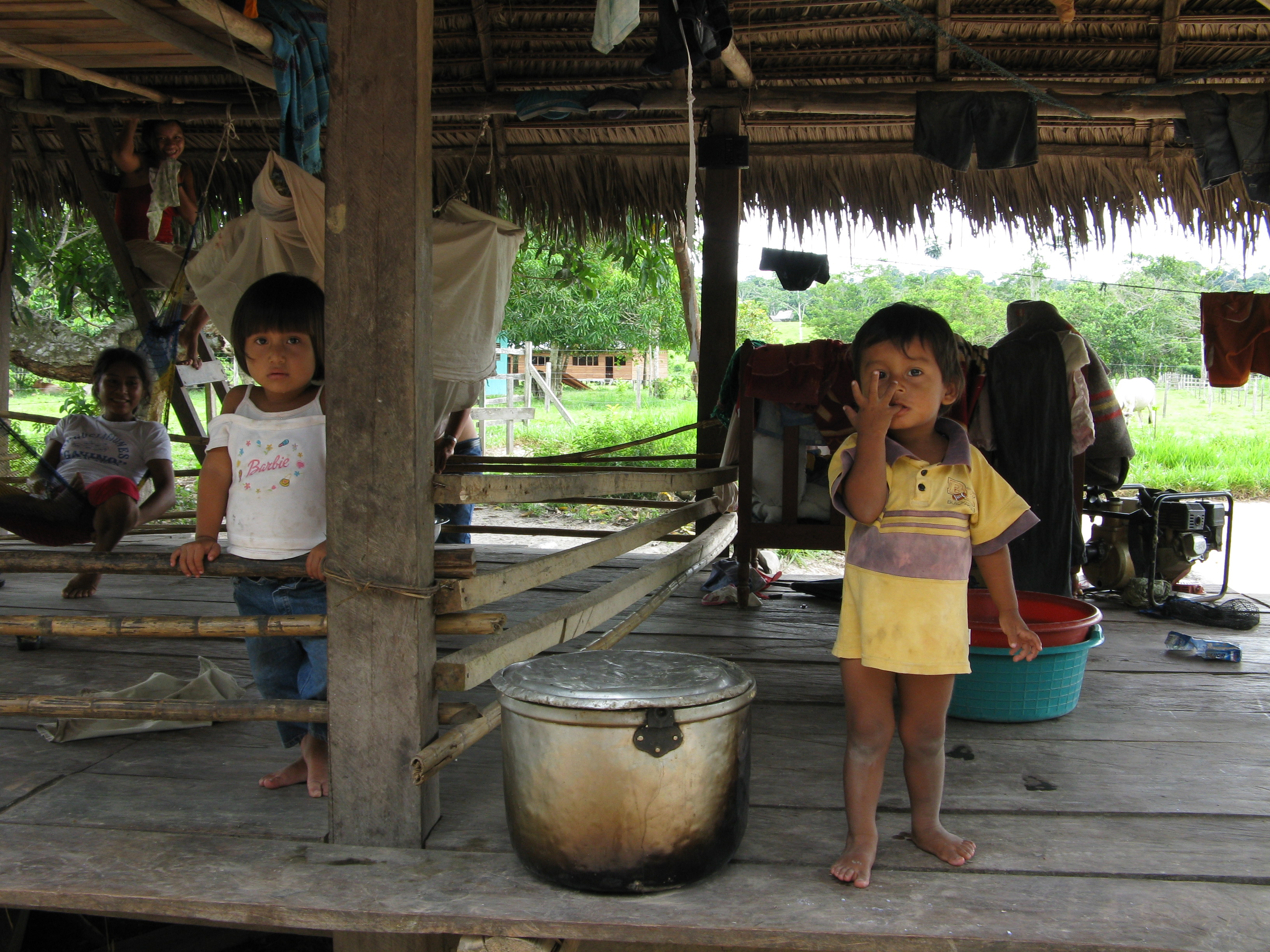
Asháninka in Peru, Region Ucayali

Bekannt ist auch ihr berauschendes Getränk K'atú, das von Schamanen zubereitet und verabreicht wird.
Die Asháninka verfügen über vergleichsweise wenige Rituale oder physische Sakralgegenstände. Typisch ist die Kuschma, ein vermutlich an die Inka-Kleidung angelehntes Kleidungsstück in Form einer Kutte. Schamanen verwenden Ayahuasca. Der Lauf der Flüsse dominiert die Mythologie, im Gegensatz zu den Himmelsrichtungen bei anderen Ethnien des Tieflandes. Ein starker Dualismus beherrscht die Geisterwelt, entweder gute oder böse, Dämonen oder gute Geister existieren. Darüber hinaus herrscht der Glaube an Hexerei vor. In der Vergangenheit wurden oftmals Kinder, v. a. Mädchen, den Missionaren übergeben, um sie vor Lynchung zu schützen. Missionare und andere beteiligten sich lange am Menschenhandel mit Asháninka-Kindern, um sie zu Haussklaven zu erziehen.
Den Asháninka ist es bislang gelungen, ihr traditionelles, subsistenzorientiertes Leben zu bewahren und gleichzeitig moderne Kulturelemente harmonisch zu indigenisieren: Sie forsten zerstörte Regenwaldflächen auf und lehren Fremde in einer eigens eingerichteten Schule die Methoden ihrer nachhaltigen Landwirtschaft. Überdies haben sie via Photovoltaikanlage einen Internetanschluss, über den sie unter anderem Kontakt zu den Behörden aufnehmen können, wenn die „Tropenholz-Mafia“ bei ihnen auftaucht.

## Messianismus
Die Asháninka hängen einem starken Messianismus an: Sie glauben an die Wiederkunft eines itomi pava, eines Sohns der Sonne, der mit dem Inka häufig in eins gesetzt wird – ähnlich dem Inkarrí-Mythos der Quechuas im Andenhochland. Die Asháninka bildeten den Kern der Aufstandsbewegung unter Juan Santos Atahualpa im 18. Jahrhundert, die zahlreiche Ethnien des peruanischen Amazonastieflandes umfasste und die Spanier bzw. Weißen für ein Jahrhundert aus der Region vertrieb. Im späten 19. Jahrhundert folgte allerdings zumindest ein Teil der Asháninka kurze Zeit dem Kautschukbaron Carlos Fermín Fitzcarrald, im frühen 20. Jahrhundert dem adventistischen Missionar Ferdinand Stahl. Mitte der 1950er hielten zahlreiche Asháninka den schwarzen Guerillaführer Guillermo Lobaton für die Wiederkunft des Inka und unterstützten den Guerillakrieg des Movimiento de Izquierda Revolucionaria (MIR).

## Interner bewaffneter Konflikt in Peru
Im Verlauf des internen bewaffneten Konflikts in Peru von 1980 bis 2000 waren die Asháninka Opfer von Zwangsrekrutierungen, Zwangsarbeit und Massakern durch den Sendero Luminoso und die MRTA. 1989 verübten Kämpfer der MRTA Racheakte an Ashaninka, die der Kollaboration gegen die MIR-Bewegung im Guerillakrieg von 1965 bezichtigt wurden. Ashaninka erklärten daraufhin der MRTA den Krieg und besetzten die Stadt Puerto Bermúdez, um der Regierung MRTA-Kämpfer auszuliefern.
Laut dem 2003 veröffentlichten offiziellen Abschlussbericht der Kommission für Wahrheit und Versöhnung kamen von insgesamt etwa 55.000 Ashaninka in Junín rund 6000 ums Leben, etwa 10.000 wurden innerhalb des Regenwaldgebietes des Ene, Tambo und Perené vertrieben und etwa 5000 in Lagern von Sendero Luminoso in den Anden gefangen gehalten. 30 bis 40 Asháninka-Dörfer wurden ausgelöscht. Bis heute werden Überreste von Opfern dieser Massaker gefunden.

## Staudammprojekt am Ene
2011 wurden Pläne öffentlich, nach denen brasilianische Stromunternehmen den Bau eines Staudamms in Pakitzapango am Río Ene planen. Durch den etwa 734 km² großen Stausee würden 10 Dörfer mit 12.000 Menschen überflutet, davon 10.000 Indigenen. Von Seiten der betroffenen Asháninka formierte sich Opposition.

## Unterstützung
Um die Asháninkas zu unterstützen, wird in München der so genannte „München Kaffee“ aus Fairem Handel verkauft, von dem pro verkauftes Kilogramm 20 Cent dem Präsidenten der Asháninka (Guillermo Naco) überreicht wurden. Die Aktion wird vom 3. Bürgermeister Hep Monatzeder unterstützt.